# Baie-D’Urfé
Baie-D’Urfé – miasto w Kanadzie, w prowincji Quebec, w regionie Montreal. Leży w obszarze metropolitarnym Montrealu.

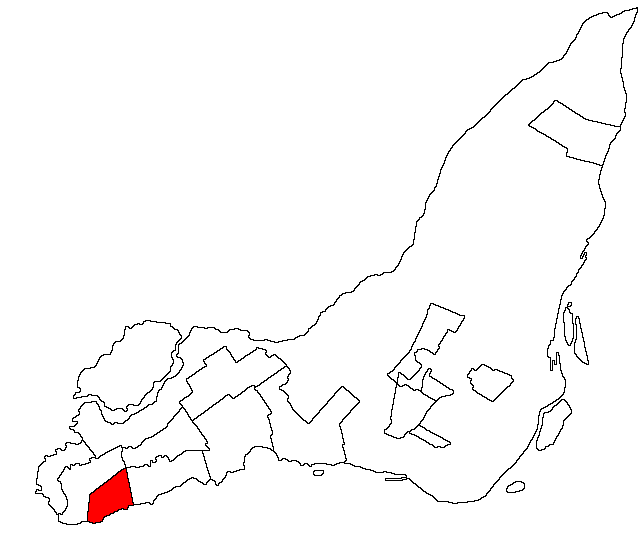
Baie-D’Urfé na mapie wyspy Île de Montréal

1 stycznia 2002 Baie-D’Urfé zostało włączone do Montrealu. 20 czerwca mieszkańcy byłego miasta przegłosowali opcję odłączenia, co doprowadziło do odzyskania praw miejskich i odłączenia się od Montrealu 1 stycznia 2006 roku.
Liczba mieszkańców Baie-D’Urfé wynosi 3 850. Język angielski jest językiem ojczystym dla 56,1%, francuski dla 22,6%, niemiecki dla 6,0%, włoski dla 2,0%, hiszpański dla 1,5%, perski dla 1,1% mieszkańców (2011).